# Гажакерес
Гажакерес — деревня в Усть-Вымском районе Республики Коми.

## История
В 1966 г. Указом Президиума ВС РСФСР деревня Попкерос переименована в Гажа-Керес.

## Население
| 2010 |
| ---- |
| 32   |